# 民間鬼術
《民間鬼術》是哈尔滨智慧动画艺术有限公司製作的懸疑靈異動畫，由张恒導演，梁爽編劇，蕭蕭出品，刘宏彦策劃與發行。每個影集平均長度6至10分鐘，共分成三季，全集50集。2015年第一季於騰訊首播。第二季於2016年在各影音平台首播。第三季由哈尔滨智慧动画艺术有限公司與東哈一代動漫文化股份有限公司聯合製作，於2017年於網路影音平台播放。
故事主要環繞在插畫家張新及其身邊發生的各種靈異故事，由於內容牽涉兒童不宜的議題，動畫分級被標駐為18禁動畫。

## 故事概要
- 第一季

主角張新原本是名普通插畫家，直至偶然間在網路認識匿名「民間鬼術」的網友，取用「民間鬼術」提供的故事題材畫成作品，意外獲得讀者歡迎而從黑翻紅。拜「民間鬼術」所賜，張新在創作的過程中邂逅校園性騷擾案的當事者友人程潔和其他受靈異事件困擾的當事者，也在深入探索「民間鬼術」真面目的過程中被捲入各種奇異事件，最終張新因為冒險使用七星續命術解救程潔一事，和「民間鬼術」的本體正式接觸，始理解「民間鬼術」接觸他的用意。
- 第二季

張新自從搬遷至新家，和程潔成為情侶關係後，開始接受讀者和受靈異事件困擾的親友諮詢靈異事件的疑難雜症。但在中元節當夜，晚歸的張新意外被怨鬼糾纏險些喪命，及時透過程潔和計程車司機的幫助救回一命。在持續創作工作、經歷各種的奇異事件同時，發現「民間鬼術」會接觸他是基於更深層的意圖。
- 第三季

程潔因為幫助阿姨照顧表妹小優，意外地和張新被捲入靈異事件脫險後，獲得小優感謝贈與謎樣的絨毛熊玩偶「黑娃」，與此同時，張新和程潔因為擁有自我意識和靈力的「黑娃」的出現，導致生活產生巨幅的變化。

## 登場角色

### 主角
- 張新

本作男主角，個性隨和，有時候愛開玩笑，喜歡釣魚和電玩。故事開始時是名無名插畫家，自從開始取用偶然認識的網友「民間鬼術」提供的奇異故事作為創作題材後，從黑翻紅的同時大幅改善收入和生活處境，受此影響發崛自身的靈異體質。由於取材校園性騷擾案延伸的靈異事件，加上「民間鬼術」贈與法器「陰陽魚」的黑面（黑魚）作為護身符，意外和「陰陽魚」的白面（白魚）持有者程潔結下不解之緣。隨著自身累積創作取材和親身經歷靈異事件的經驗，開始志願為遭受靈異事件困擾的當事者諮詢解疑。
初期居住在某棟公寓的套房，創作事業翻紅後，曾先後移居至墳上屋和社區公寓大樓，最終定居在一棟獨棟小屋。為了救回發生車禍喪命的程潔，冒險執行孔明曾使用的七星續命術而正面接觸「民間鬼術」。第二季為紀念意外身故的母親，出資建立母愛紀念館，在中元節夜歸途中被溺鬼襲擊，及時因為偶遇的計程車司機和程潔出手相助而逃過一劫。第三季開始被捲入「黑娃」引發的事件。
- 程潔

本作重要女角色，個性正直善良，為法器「陰陽魚」的白面（白魚）持有者。故事開始時是B市T中學高中三年級學生，因為校長秦壽藉權勢猥褻好友吳故，導致好友跳樓尋短，甚至還向她毛手毛腳而懷恨在心，後由於吳故的亡靈如願向校長復仇，加上張新將此事件當成創作題材而意外成為校園知名人物，在親自拜訪張新的過程得知後者是法器「陰陽魚」的黑面（黑魚）持有者。隨著劇情發展和張新互生好感，成為情侶關係。
第一季結局時一度因為車禍喪生，獲得張新協助得以復活。第二季遭綁架慣犯闖入住宅綁架未遂，以此契機搬至張新的住宅附近居住，短暫罹患抑鬱症並接受治療後康復，於中元節當天解救被溺鬼襲擊的張新。第三季正式成為社會人士，開始兼任化妝師的工作，被表妹小優贈與絨毛熊玩偶「黑娃」後被捲入其引發的事件。
- 民間鬼術

在網路社群軟體主動找上張新，經常提供奇異故事給他的匿名網友，其實是存於萬物之中且俱備超能的無形存在。通曉世間萬物，有時候會表現出對人界的好奇心。相中張新的資質和潛能，要求後者透過畫筆呈現萬物有靈的世間，在「陰陽魚」事件撮合張新和程潔的初次會面，主動成為程潔的網友，多番促成張新和程潔的約會。後來在張新藉用七星續命術幫助程潔續命的事件中，和張新正面接觸和勸他放棄追尋祂的念頭。第三季透過通訊軟體警告張新不明勢力干預雙方通訊的實情。
- 黑娃

第三季登場的主要角色，擁有自我意識和靈力的絨毛熊玩偶，擅長驅魔、幻術、瞬間移動、回朔時間、進入指定對象的夢境，其靈力還能阻擾「民間鬼術」和張新的連繫。喜歡小孩，但行事不按常規。原本是程潔的表妹小優所持有，後由於小優為感謝程潔和張新在發生危險時幫助她，將它贈與程潔作為謝禮，在多起靈異事件幫助張新和程潔化解危機。對張新抱持濃厚興趣。

### 親友和委託人
- 吳故

程潔就讀B市T中學高中三年級的好友，在第一季「七日還魂」篇被校長秦壽藉權勢猥褻，不堪受辱跳樓自盡。死後化身成怨靈向校長尋仇，致使校長墜樓身亡。後來張新取用此事作為創作題材，成為張新和程潔產生交集的契機。
- 老陳

張新的朋友，喜好蒐集各種稀奇物件，在第一季「引魂鈴」篇入手引魂鈴後，為了察看住宅裡發生的奇怪現象而被當時在屋裡的竊賊擊暈，被張新呼喚救護車送醫治療。
- 陳先生

張新的忠實讀者，老銀店的二代接班人，認為父親堅持用手工製造銀器的做法不利於生產效率，導致父子倆發生爭執，卻意外發現父親製造的銀器擁有自我意識，於第二季「銀靈」篇為此向張新求助，最後因為張新提點而豁然開朗。
- 疫苗業務

張新的昔日同窗，本名不明，第二季「鬼壓床」篇的當事者。因為販售黑心疫苗給醫療機構，造成注射者產生不良反應而死亡，在投宿於高級旅館期間被死於黑心疫苗的受害者冤魂索命，甚至從妻子的來電獲知女兒因為被狗咬傷，注射無效疫苗而罹患了狂犬病，最終被受害者冤魂索命而亡。
- 張母

張新的母親，在第二季「子母俑」篇和張新搭乘汽車行經山路的途中遭遇滑坡事故，為了保護張新被巨石重傷，在醫院休養幾日後逝世。事後張新原本預定依照張母的遺願建立別墅，但由於施工的地區正好埋有死於火災的母子遺體貼附陶土燒製而成的子母俑而發生連串怪事，得知原委後轉而在原地建立母愛紀念館，用以紀念母親和這對母子。
- 李野

張新的老友，在第二季「石鬼像」篇參訪某處遺跡期間，隨手在石碑刻下「到此一遊」的字樣，遭遺跡石鬼像的靈體懲戒而向張新求助，後由於張新出錢聘請專人協助修復石碑才讓風波平息。
- 程母

程潔的母親，年輕時曾贈與被程潔稱作「姐姐」的洋娃娃，但由於兒時的程潔不慎發生意外而扔掉沾染到後者血液的娃娃，時常透過電話關心住在外地的程潔。在第二季「鬼姐姐」篇告知程潔和「姐姐」的往事。
- 小田

張新的朋友，第二季「鬼來電」篇搬遷至新的住處，偶然間接獲遇害的女子冤魂請求協助報警的求助電話，誤認是惡作劇不予理會，卻接連遭遇怪事而向張新求助，後由於張新發現遇害的女子冤魂希望願意報警的志願者揭發案情，致電請求警方到場調查才讓事件圓滿落幕。
- 小優

程潔的表妹，黑娃的原持有者。因為父母經常忙於工作疏於陪伴，導致長期寂寞的心情附於鏡子演化成負面靈體意識。第三季「密友」篇和張新、程潔遭靈體襲擊之際，因為黑娃現身解危而得以脫險，為了感謝程潔將黑娃贈與她作為謝禮。
- 張姑父

張新的姑父，妻子過世後便獨自於某處古鎮生活。在第三季「通靈」篇裡因病逝世，被黑娃利用燃燒犀牛角的煙霧召喚出魂魄，和前來拜訪的張新、程潔碰面，事成後向張新告別便自行消失。
- 葉小雅

程潔的朋友，因為工作需求，經常需要出席各類展場活動。在第三季「假髮」篇因為不慎在網路拍賣平台購入自殺女子的頭髮製成的假髮，遭附於假髮的怨靈糾纏而向張新、程潔求助，經由黑娃出面擊退怨靈而順利脫險。事後張新調查出該拍賣平台採用自殺者頭髮製成假髮販售的不肖行為，小雅則為感謝張新、程潔而請兩者一起吃飯。
- 詹女士

程潔的客戶，影視界知名女星，因為擅於保養而有著「不老神話」的稱呼，實為利用啃食過受害女性臉部的巫蠱維持容貌。在第三季「不老邪術」篇藉著聘請化妝師的名義邀請程潔進駐自家，試圖對她不利，被黑娃消滅所有蠱蟲和制服後，於程潔的時間被回朔至赴約當日透過電話取消工作邀約，同時在報章宣布退出影視界。
- 萍姐

程潔的熟識，長期和女兒飽受丈夫家暴，準備和丈夫離婚的職業婦女。在第三季「惡鬼」篇因為出外工作，暫時委託程潔代為照顧女兒小靜，後由於黑娃重傷丈夫的生靈導致後者軀體重度殘障，如願和丈夫離婚，和小靜展開新生活。
- 小靜

程潔的熟識，萍姐的女兒，因為長期和母親飽受父親的暴力威脅，加著父親的生靈經常現身襲擊她而感到害怕，很喜歡程潔和黑娃。在第三季「惡鬼」篇因為黑娃出面重傷試圖襲擊她的父親生靈，導致父親的身體受影響重度殘障而同意離婚，如願和母親展開新生活。

### 其他角色
- 王濤

第一季「養小鬼」篇的當事者，大型企業家。為求事業順遂而長期供奉小鬼，但由於小鬼索求的供奉代價提高而向精通此道的劉師傅求助，最終被劉師傅投藥和小鬼反噬而死。
- 劉師傅

第一季「養小鬼」篇的當事者，精通陰陽之道的長者，向王濤指出養小鬼的供奉代價提高的影響，實則背地幫助王濤的競爭對手奪取他的企業。
- 秦壽

第一季「七日還魂」篇的當事者，程潔就讀高中的校長。經常藉著權勢貪污學校公款和猥褻女學生，導致吳故被逼至絕路。後由於吳故的怨靈透過程潔尋仇，在驚嚇過度的情況從學校辦公室的窗台墜樓身亡。
- 絲絲

第一季「後宮巫蠱」篇的當事者，已婚婦女。因為質疑丈夫移情別戀而試圖啟用巫蠱挽回對方，但在觸碰到儀式小刀產生幻象的過程中預知使用巫蠱的後果。
- 張玥

第一季「醫院驚魂」篇的當事者，醫院的護士，因為翹班和男友約會，導致負責的病患被同事蘇琳陷害失救死亡，但由於男友委託身為院長的叔叔協助而免於被追究，甚至獲得晉升護士長的資格。後來蘇琳在執行招魂儀式的過程中使用致幻藥劑令她產生嚴重幻覺，試圖按求救鈴時被蘇琳制止，最終被嚇到精神失常而無法自理生活。
- 蘇琳

第一季「醫院驚魂」篇的當事者，醫院的護士，是設局導致張玥負責的病患失救的兇手。藉口幫助張玥執行招魂儀式的過程中用致幻藥劑陷害後者，取代精神失常的張玥成為繼任護士長，卻在事件尾聲看見該名病患的鬼魂而受驚嚇。後來在「引魂鈴」篇再度登場，負責為張新的朋友老陳進行急救，結果不顧張新的勸阻觸碰引魂鈴而再度引發靈異事件。
- 菲菲

第一季「髮簪」篇的當事者，家境富裕的已婚婦女。因為撞見丈夫和情人在自家幽會，和丈夫發生爭執時被對方推搡，意外被配戴的漢代鸞鳥髮簪刺穿頸動脈身亡。丈夫和情人再婚後，丈夫借用她的形象設局讓患有心臟病的情人病發驟逝，導致菲菲的怨靈得以附身於情人身上，用生前配戴的髮簪殺死丈夫，該枚髮簪也在事後以一億人民幣的高價賣出。
- 樂樂

第一季「老衣櫃」篇的當事者，因為母親去世和哥哥分離，飽受同住的男子虐待的女童。試圖躲在自家老衣櫃避開該名男子，仍被發現和殺害棄屍，死後附身於老衣櫃的玩偶殺死該名男子。事後據張新說明樂樂附靈的衣櫃是古代刑枷改製而成。
- 王嵐

第一季「冥婚」篇的當事者，逝世後被葬於墓地的少女幽靈。因為早逝少年何明的母親委託患有毒癮的男子執行冥婚儀式，在未經同意的情況被該名男子取走骨灰，轉而報復該名男子導致對方死亡。
- 馬大保

第一季「鬼節」篇的當事者，採礦業主兼法器「陰陽魚」的黑面（黑魚）前任持有者，對待母親態度冷漠。因為執意在中元節執行採礦工程，在礦坑遭遇靈體襲擊，雖透過「陰陽魚」的靈力保住性命，但受瘴氣中毒的影響導致身體機能受損，仰賴母親照顧度過下半生。其持有的「陰陽魚」黑面（黑魚）後來被「民間鬼術」透過不明管道取得和轉贈給張新。
- 鬼煞

僅於第一季「陰陽魚」篇登場，法器「陰陽魚」原持有家族的次子供奉的鬼靈。本篇裡該家族的次子因為不滿家族成員長期偏愛和選擇將「陰陽魚」交給長子繼承，試圖唆使鬼煞謀害長子不成，反遭被「陰陽魚」擊退的鬼煞襲擊，最終由於「陰陽魚」自行啟動靈力消滅鬼煞才令次子逃過一劫。
- 曉嵐、李明

第一季「鬼胎复仇」篇的當事者，長期使用非法藥物的情侶檔，同時是「陰陽魚」篇的法器「陰陽魚」原持有家族次子的友人。因為長期濫用藥物，導致曉嵐經常性墮胎，後來兩人遭遇嬰靈糾纏，最終李明墜樓身亡，曉嵐則因為數度墮胎而終生不孕。
- 放生河靈

駐守張新第二次遷居的社區大樓附近放生河的靈體，會懲戒任何隨意捕捉食用放生河裡生物的對象。在第一季「放生河」篇現身規勸夜釣的張新放走捕獲的河魚未果，轉而附身懲戒他，最終因為張新誠意懺悔和「陰陽魚」的黑面（黑魚）靈力庇佑而放過對方。
- 徐小姐

第一季「凶镯」篇的當事者，粉領族。偶然從拍賣會競標取得因為明朝後宮內鬥而死於凌遲的廢妃的玉鐲後，駕車期間不顧陌生來電的勸阻戴上玉鐲，結果為閃避製造假車禍的中年婦女而撞上電線杆，加著被廢妃的怨靈攻擊受傷，向中年婦女求救反被趁機盜走玉鐲和隨身包，透過警察協助送至醫院休養，該名盜走玉鐲的中年婦女則在當晚被附於玉鐲的廢妃怨靈殺死。
- 趙琳琳

第一季「傀儡」篇的當事者，重組家庭的女孩，因為父親再婚而經常飽受無血緣的哥哥小天欺負，為了和對方建立良好關係決定親手縫製人偶準備送給他，卻不知道人偶被鬼魂附身而導致小天遭遇連串靈異事件，最終更在被小天誤會的情況下遭後者投毒死去。事後琳琳的繼母（小天的母親）告知小天琳琳想要和他和睦相處，才會縫製人偶當成生日禮物的真相，令小天悔不當初。
- 小天

第一季「傀儡」篇的當事者，趙琳琳的繼母的兒子，經常藉故欺負琳琳。因為發現琳琳手裡插有銀針的人偶和隨後遭遇的靈異事件，誤認琳琳要詛咒他而故意在早餐投毒殺死對方。事後得知真相懊悔不已。
- 大友

第二季「花靈」篇的當事者，商務人士，因為工作的關係和需要服藥控制病情的父親分居兩地。後來父親病危之際，透過自家種植盆栽裡的植物靈的協助續命兼向大友傳播求救訊息，令大友及時返家探視和將再次病發的父親送往醫院治療。
- 「姐姐」

第二季「鬼姐姐」篇登場的角色，本體是程潔兒時相當珍惜的洋娃娃，因為長期和程潔相處產生自我意識，直至某次程潔帶著祂遊玩時不慎從溜滑梯跌落受傷，沾染程潔的血液而被程母丟棄。後來其意念為了保護程潔，現身逼退試圖綁架程潔的女性綁架慣犯後便不再出現。
- 趕屍人

第二季「趕屍」篇的當事者，張新為了取材而派遣程潔協助追蹤的趕屍者，本體是趕屍師傅的鈴鐺。為了實現師傅生前回歸故鄉的願望，同意張新跟隨祂抵達終點，在完成將師傅移靈故鄉的任務後恢復原型。
- 幽靈母子

第二季「鬼車」篇和「見鬼」篇的當事者，生前死於交通事故的母子幽靈。在「鬼車」篇搭乘幽靈公車期間，偶遇一名因為拒絕借錢給弟弟，被後者惡作劇塞了冥幣而誤乘幽靈公車的已婚男子，現出真面目與之晤談，令該名男子為躲開車上的亡靈而急忙給幽靈公車司機一張冥幣才得以下車。其後在「見鬼」篇為了前往火葬場探視友人，待在路邊候車期間偶遇「怨鬼滅燈」篇幫助張新的計程車司機，但由於後者發現母子倆的真實身分後急駛離去而不了了之。
- 顏熙

第二季「附近有鬼」篇和「見鬼」篇的當事者，女學生。在社交軟體認識匿名「朴錦皓」的網友，為了和對方見面，反遭該名男子誘騙至偏僻樹林裡殺害棄屍，死後成為怨靈向該名男子復仇。在「見鬼」篇揭露成功復仇前，曾委託「怨鬼滅燈」篇幫助張新的司機抵達案發現場，兼透過意念將遇害的經過傳遞給對方，讓司機得以致電向公安局揭發這起兇殺案。
- 計程車司機

第二季「怨鬼滅燈」篇和「見鬼」篇的當事者，姓名不明的中年計程車司機，家族祖輩從事陰陽先生，俱備超自然的知識。在中元節夜晚接送夜歸的張新期間，得知後者被溺鬼纏身，指點張新透過俱備活力的年輕人口傳陽氣，藉此重新點燃被怨鬼熄滅的靈燈，成為程潔協助張新擺脫溺鬼的關鍵。在「見鬼」篇外出工作期間誤將祖傳牛眼淚當成眼藥水而短暫開啟靈視能力，幫助偶遇的顏熙揭發「朴錦皓」的罪行。
- 張溪雅

第二季「鬼影」篇的當事者，在外地求學租屋的女學生。因為在整理租屋處的時候嘲諷自殺身亡的前租客遺留的照片，得罪前租客的鬼魂，遭後者襲擊抓傷臉部，連夜逃出租屋處。
- 桐桐

第二季「鬼影」篇的當事者，張溪雅同為學生的朋友。透過電腦和張溪雅進行視訊通話期間，發現張溪雅承租的套房有女鬼出沒而警告她。
- 幽靈男孩

第二季「水鬼」篇的當事者，生前被擔任行乞集團主犯的男子誘拐致殘行乞，最終因被截肢的雙腿感染而被扔進人造湖溺斃的男孩，死後現身向該名男子復仇令後者溺斃。事後張新向編輯解釋居住社區的人造湖正好有名小孩不慎溺斃其中，但亦有居民聲稱是某戶人家放生娃娃魚的說法。
- 玲

第二季「人皮大衣」篇的當事者，喜歡皮草的樂壇新秀。為了出席國際音樂節頒獎活動，委託毛皮匠老張取用一窩銀狐母子的毛皮製作皮草圍脖，結果在活動結束的當晚遭銀狐母子的靈體報復殺害，隨後被銀狐母子奪走她的身體設局引誘和殺死老張。
- 老張

第二季「人皮大衣」篇的當事者，玲熟識的毛皮匠商。受玲的委託取用一窩銀狐母子的毛皮製作皮草圍脖，後來銀狐母子靈體藉用玲的外型，以感謝老張邀請酒聚為由將他引誘至玲的住處殺害。
- 木頭

第二季「陰沉木」篇的當事者，文玩店「木頭齋」的原見習商人。因為相中某戶人家的紫檀樑木而搶佔當事者的房產，遭師傅逐出師門，後為了尋找老料木材不惜抵達墓地盜用棺木做成木珠，結果被該棺木的主人鬼魂殺死。
- 李三壽

第二季「人騙鬼」篇的當事者，已故的長者鬼魂。因為一名詐騙慣犯在不知李三壽已故的情況，致電謊稱李三壽中了大獎而要求祂拿人民幣兌換大獎，準備了13.2萬面額的冥幣給對方。得知受騙後現身教訓該名詐騙慣犯，導致對方在逃跑的途中未能注意路況而發生車禍死去。
- 江呀

第二季「女鬼直播間」篇的當事者，藏匿在網路直播平台的匿名女鬼。因為不滿一名男子要求祂表演舞蹈，卻不肯兌現承諾打賞禮物，憤而穿越至現實世界尋獲並殺死該名男子。
- 李老三

張新在第三季「旅店」篇偶遇的非法性交易仲介，過去曾經將一名受害少女拐賣至城裡的旅店，導致該名少女不但被旅店老闆脅迫賣身，更遭輪暴殺害棄屍。時隔多年後少女的怨靈透過黑娃協助，逐一尋獲和殺死包含李老三在內的的加害者，但在試圖殺害無端被捲進事件的張新時，由於黑娃出面救走張新和勸諫不可對無關的當事者下手而作罷。
- B市T中學的少年&少年母親

第三季「詭影」篇的當事者，前者是生前死於校園暴力，魂魄受困在已荒廢校園的少年，後者則是承受不了少年離世而自盡的少年母親。張新和程潔在夜間散步期間，被黑娃從中影響遇見尋找少年的母親鬼魂，發現了走進荒廢校園的少年而決定尾隨他，卻導致程潔在發現少年靈體憑依的人偶期間遭霸凌者的魂魄控制向少年施暴，及時因為母親的鬼魂和張新出面制止、黑娃現身驅走霸凌者的魂魄令程潔恢復正常而脫險。事後黑娃幫助張新破壞校園的結界讓母子倆的魂魄離開，將張新和程潔的時間回朔至夜間散步期間；張新和程潔則閱報得知母子倆生前的遭遇，同時發現彼此同時經歷的夢境事件而感到驚愕。
- 大樓的女子

第三季「晚餐」篇的當事者，長期飽受丈夫討錢和暴力相向的職業婦女。偶然在電梯附近拾獲從程潔背包掉落的黑娃，再度遭丈夫拳腳相對後，黑娃藉用她的形象懲戒兼殺死丈夫。事後被黑娃將她的時間回朔至在電梯附近的期間，將黑娃交還給程潔，返家看見丈夫被分屍的遺體而感到吃驚。透過新聞報導得知這樁命案的張新和程潔則對黑娃引起此事毫不知情。
- 茜茜

第三季「人偶」篇的當事者，家境富有的富家千金，因為不滿相戀4年的男友汲營畢業後的求職計劃，為確保男友不變心而利用網路搜尋到的人偶秘術控制對方，反導致術法失控而陷入危險，最終因為黑娃出面破壞施術的人偶而脫險，決定不再控制男友的行動。
- 鄉間的男子

第三季「焚嬰」篇的當事者，因為抱持重男輕女的觀念，逼迫妻子產下兒子兼將此前誕生的女嬰殺害，造成妻子產子時因為體弱逝世，自己也成為被女兒的亡靈復仇的目標。後來女兒的亡靈襲擊在程潔借住期間襲擊父子倆、導致男子死亡後被黑娃消滅，兒子則被交給另一戶人家照顧。

## 電視動畫

### 製作人員列表
- 製片：蕭蕭
- 策劃：肖智慧、劉宏彥
- 總監製：蕭蕭
- 導演·監製：張恆
- 編劇：梁爽、民間鬼術製作組（第二季）、張劍宇（第二季）、付可新（第三季）
- 分鏡：張恆
- 背景：付可新、白爽、孫伯坤、劉嬌廷（第二季）、郝文廣（第三季）
- 角色設計：張恆
- 三維支持：戰偉峰
- 動畫：王璐璐、徐靜詩、呂翠依
- 合成·剪輯：戰偉峰、張凱
- 美術設計：付可新
- 字幕創作：戰偉峰、張凱
- 推廣發行：劉宏彥
- 聲音支持：合肥聲揚文化傳媒有限公司、合肥光之羽文化傳播有限公司（第三季）
- 出品：哈爾濱智慧動畫藝術公司、東哈一代動漫文化股份有限公司（第三季）

### 各話列表
| 第一季話數 | 中文標題 | 第二季話數 | 中文標題   | 第三季話數 | 中文標題 |
| ---------- | -------- | ---------- | ---------- | ---------- | -------- |
| 第1話      | 养小鬼   | 第1話      | 花语       | 第1話      | 密友     |
| 第2話      | 七日还魂 | 第2話      | 銀靈       | 第2話      | 旅店     |
| 第3話      | 后宫巫蛊 | 第3話      | 鬼压床     | 第3話      | 詭影     |
| 第4話      | 医院惊魂 | 第4話      | 鬼姐姐     | 第4話      | 通灵     |
| 第5話      | 发簪     | 第5話      | 赶尸       | 第5話      | 晚餐     |
| 第6話      | 老衣柜   | 第6話      | 削人头     | 第6話      | 假发     |
| 第7話      | 引魂铃   | 第7話      | 子母俑     | 第7話      | 不老邪术 |
| 第8話      | 冥婚     | 第8話      | 石鬼像     | 第8話      | 恶鬼     |
| 第9話      | 鬼节     | 第9話      | 鬼車       | 第9話      | 人偶     |
| 第10話     | 陰陽魚   | 第10話     | 附近有鬼   | 第10話     | 焚婴     |
| 第11話     | 坟上楼   | 第11話     | 怨鬼灭灯   | -          | -        |
| 第12話     | 老槐樹   | 第12話     | 鬼影       | -          | -        |
| 第13話     | 鬼胎复仇 | 第12話     | 見鬼       | -          | -        |
| 第14話     | 变脸     | 第14話     | 水鬼       | -          | -        |
| 第15話     | 放生河   | 第15話     | 人皮大衣   | -          | -        |
| 第16話     | 凶镯     | 第16話     | 陰沉木     | -          | -        |
| 第17話     | 诡影凶楼 | 第17話     | 鬼来电     | -          | -        |
| 第18話     | 怖偶     | 第18話     | 人骗鬼     | -          | -        |
| 第19話     | 傀儡     | 第19話     | 女鬼直播间 | -          | -        |
| 第20話     | 重生     | 第20話     | 阴楼鬼影   | -          | -        |

## 外部連結
- （简体中文）哈尔滨智慧动画艺术有限公司
- 民間鬼術 第一季1-20集合輯 （页面存档备份，存于）
- 民間鬼術 第二季1-20集合輯 （页面存档备份，存于）
- 民間鬼術 第三季1-10集合輯 （页面存档备份，存于）